# Золотоискательница
Эта статья — о женском психотипе, об образе поведения. О добыче золота см. Золотодобыча и Мытьё золота; о ряде других значений см. Золотоискатель.

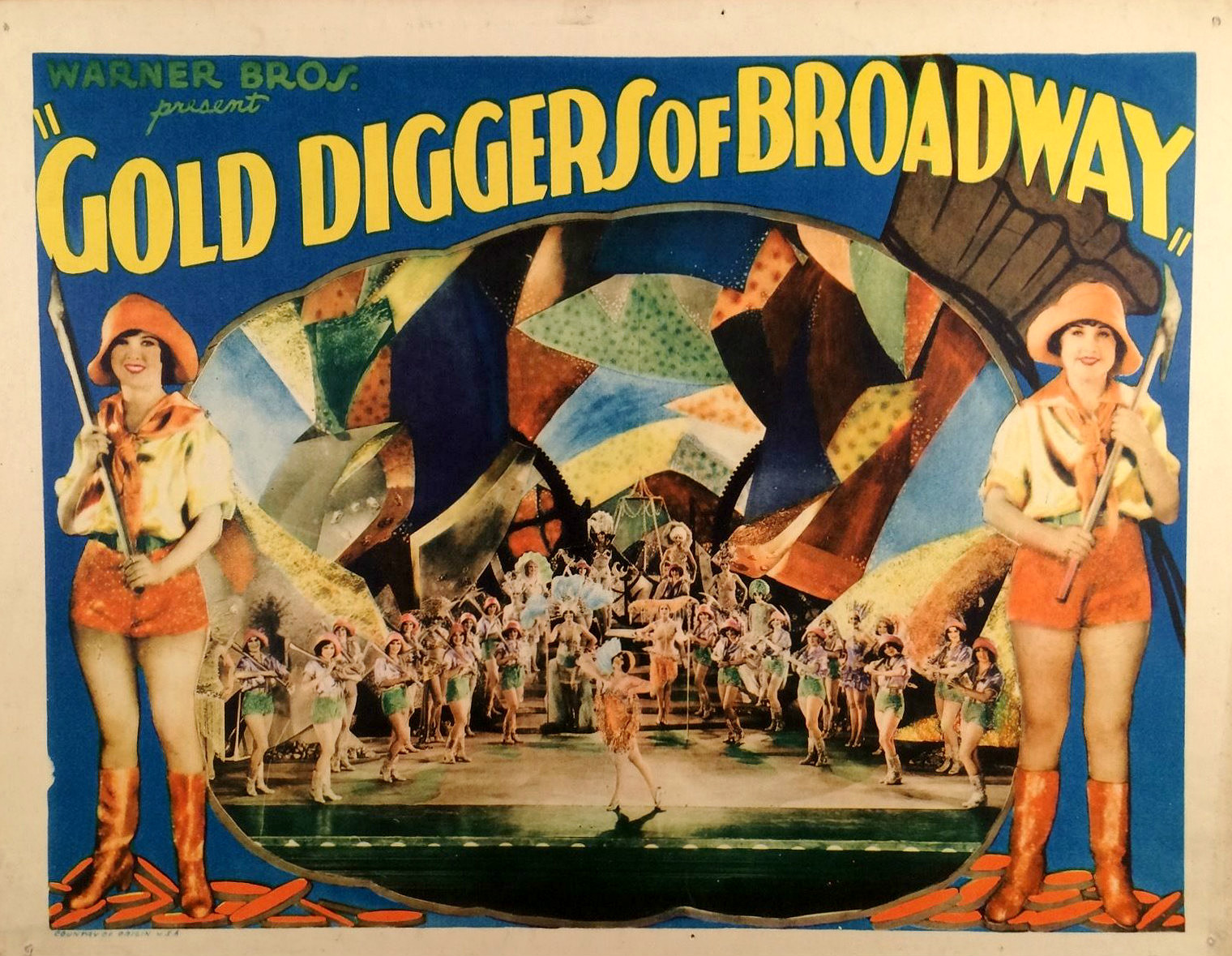
Лобби-карточка фильма «Золотоискательницы Бродвея» (1929)

Золотоискательница, голддигерша (англ. gold digger) — неформальный термин, обозначающий женщину, которая вступает в транзакционные отношения скорее из-за денег, чем по любви. Если такие отношения превращаются в брак, то это является разновидностью брака по расчёту. Термин gold digger используется преимущественно в США.

## Этимология и использование слова

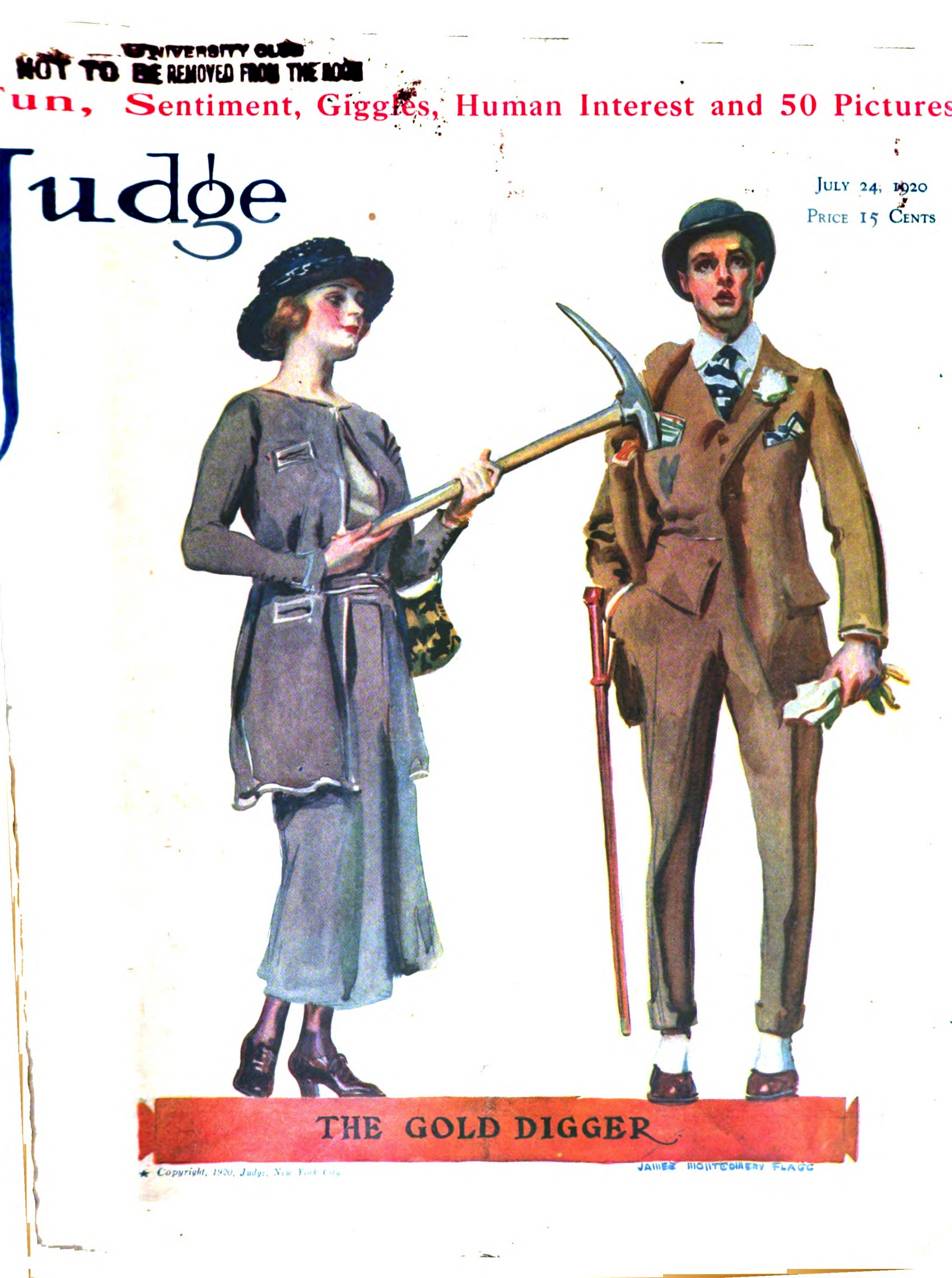
Рисунок в сатирическом журнале «Judge (журнал)», 1920 год.

Сленговое слово «золотоискательница» появилось в США в начале XX века в среде «девушек с подтанцовки» и «секс-работниц». Впервые в печатном виде Gold digger в своём новом сленговом значении употреблено в книге Рекса Бича The Ne’er-Do-Well (1911), затем в 1915 году этот термин встречается у суфражистки и полит-реформатора Вирджинии Брукс в её книге My Battles with Vice.
«Оксфордский словарь английского языка» и Random House's Dictionary of Historical Slang утверждают, что «этот термин применялся к женщинам по-разному, поскольку им гораздо чаще приходилось выходить замуж за богатого мужчину, чтобы достичь или поддерживать определённый социально-экономический статус».
Термин стал широко известен после публикации в 1919 году пьесы Эйвери Хопвуда «Золотоискательницы» (англ. The Gold Diggers). Хопвуд рассказал, что впервые услышал это слово от актрисы и модели Кей Лорелл. Показателем того, насколько новым было это сленговое слово в то время, является то, что бродвейские продюсеры убеждали драматурга изменить название постановки. Они опасались, что потенциальные зрители по названию решат, будто это история об обычных золотоискателях (англ. gold miners) времён Золотой лихорадки, что к тому периоду стало уже скучным сюжетом.

## Общество

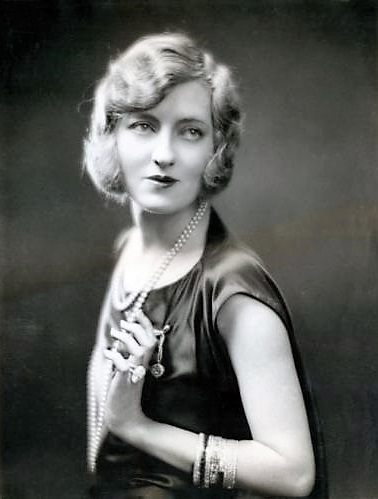
Пегги Хопкинс Джойс — одна из первых в ряду золотоискательниц.

Существует несколько случаев, когда широко известные женщины — общественные фигуры воспринимались общественностью как образцы стереотипа «золотоискательницы». Одна из первых в этом ряду — актриса, натурщица и танцовщица Пегги Хопкинс Джойс (1893—1957). Начинавшая как шоугёл, девушка не единожды выходила замуж за миллионеров и разводилась с ними (всего она побывала замужем шесть раз). Весьма вероятно, что именно с неё был списан образ Лорелеи Ли, главной героини комической повести Аниты Лус «Джентльмены предпочитают блондинок» (1925).
Также среди известных «золотоискательниц» можно отметить пловчиху Эленор Холм (1913—2004), которая получила это прозвище в связи со своим бракоразводным процессом с бродвейским импресарио Билли Роузом (1899—1966) в 1950-х годах.
Пресса и общественность приклеили ярлык «золотоискательница» модели и актрисе Анне Николь Смит (1967—2007) за то, что она в 1994 году вышла замуж за 89-летнего мультимиллионера Дж. Говарда Маршалла (1905—1995).

### Юридическая сторона вопроса
Повторяющийся образ «золотоискательниц» в популярных западных СМИ на протяжении 1920-х—1930-х годов превратился в важный символ моральной паники, связанной с легкомысленными судебными процессами. Исследование Шэрон Томпсон продемонстрировало, как общественное восприятие распространённости «золотоискательства» создало неудобства для женщин-жён, не имеющих собственного источника дохода, при рассмотрении дел об алиментах и добрачных соглашениях. Стереотип «золотоискательницы» вызвал общественные дискуссии о законопроекте «ответственность за нарушение душевного равновесия»[неизвестный термин] в 1930-х годах, особенно о случаях нарушений обещания жениться. Общественное возмущение, связанное с проведением «легкомысленных» судебных процессов и несправедливых выплат алиментов, связанных с типажом «золотоискательниц», способствовало общенациональному стремлению в середине и конце 1930-х годов отменить закон об «ответственности за нарушение душевного равновесия» в США.

## В массовой культуре

### Кинематограф
«Золотоискательница» стала нередким персонажем в американской массовой культуре, начиная с 1920-х годов. Писатель Стивен Шарот заявил, что «золотоискательница» превзошла популярностью «роковую женщину» в кинематографе 1920-х годов.
К 1930-м годам термин «золотоискательница» дошёл до Великобритании благодаря британскому ремейку «Золотоискательниц». Хотя фильм получил негативный приём критиков, было выпущено несколько продолжений с тем же названием.
В 1930-х годах типаж «золотоискательница» активно использовался в ряде популярных американских фильмов, в первую очередь: «Женщина с рыжими волосами» (1932), «Золотоискательницы 1933 года» (1933), «Мордашка» (1933), «Обед в восемь» (1933), «Гаванские вдовы» (1933), «Золотоискательницы 1935 года» (1935). «Золотоискательниц» в кинематографе этого периода часто изображали позитивно, иногда даже героически. Позднее главные героини такого типажа также появлялись в кинофильмах, хоть и заметно реже, например, «Джентльмены предпочитают блондинок» (1953), «Как выйти замуж за миллионера» (1953), «Ловушка для родителей» (1961), «Ловушка для родителей» (1998).

### Музыка
Образ «золотоискательницы» ярко воспевается в ряде известных песен. Например, My Heart Belongs to Daddy (1938), Diamonds Are a Girl’s Best Friend (1949), Santa Baby (1953), Material Girl (1984), Gold Digger (2005).